# Nemzeti Könyvtár (könyvsorozat)
A Nemzeti Könyvtár egy 19. század végi nagy magyar szépirodalmi könyvsorozat volt.

## Történetem, jellemzői
Az 1840-es években a Kisfaludy Társaság gondozásában már megjelent egy hasonló című könyvsorozat (Nemzeti Könyvtár), majd az 1850-es években egy Újabb Nemzeti Könyvtár, azonban ezek néhány kötet megjelentetése után megszűntek. Az új sorozat a jelentősnek ítélt – elsősorban 19. századi – magyar írókat bocsátotta közre a nagyközönség számára. A sorozat Abafi Lajos (Aigner Lajos) irodalomtörténész szerkesztésében és kiadásában Budapesten jelent meg 1879 és 1890 között, és 42 kötetet tartalmazott, de az egyes kötetek 80 koronás füzetekben is elérhetőek voltak.
A sorozat kötetei többféle borítóval jelentek meg:
- egyes kötetek sárgás-barnás színű, szalagszöveges oszlopokkal díszített borítóban láttak napvilágot. Az oszlopok tetején férfi mellszobrok voltak láthatóak.[3]
- más kötetek szürkés-barnás-pirosas borítóval kerültek forgalomba, amelyen művelődéstörténeti jelképek (könyvek, szobor) könyvet tartó puttó, a tetején pedig pálmaágakkal körbevett mezőben olvasható a felirat.[4][5]
- Létezett gazdag aranyozású gerinccel díszített egyszerű piros kötés is.[6]
- Egyes kötetek egyszínű (lila, barna) borítóval jelentek meg, amelynek a közepén aranyozott felirat hirdette kizárólag a szerző vezetéknevét. Ugyanakkor ezeknek a köteteknek is gazdagon aranyozták a gerincét.[7]
- Némely kötet egyszerű, egyszínű félbőr kötést kapott, viszont a gerincet bordázták.[8]

## Részei
- I. Kazinczy Ferenc költeményei. I. kötet. (V, 289, VII l.) 1879.
- II. Mikes Kelemen. Mulatságos napok. Beszély-cyklus. (IV; VIII, 343 l.) 1879.
- III. Kazinczy Ferencz. Pályám emlékezete. (XVI, 371 l.) 1879.
- IV. Kármán József művei. I. kötet. (VIII; 273 l.) 1879.
- V. Vitkovics Mihály költeményei. (IX, 188, X l.) 1879.
- VI. Vitkovics Mihály költeményei. (IX, 188, X l.) 1879.
- VII. Kazinczy Ferencz költeményei. II. kötet. (XII, 304, IV l.) 1879.
- VIII. Vitkovics Mihály Válogatott levelek. (XXIX, 180 l.) 1879.
- IX. Zrínyi Miklós. Sziget veszedelme és kisebb költeményei. (III, 326 l.) 1879.
- X. Mikes Kelemen. Törökországi levelek. (XXIX, 180 l.) 1879.
- XI. Dayka Gábor költeményei. (XLIII, 193 l.) 1880.
- XII. Kazinczy Ferencz. Erdélyi levelek. (XXVI, 338 l.) 1880.
- XIII. Kármán József művei. II. kötet. (LXX, 132, 154 l.) 1880.
- XIV. Csokonai Vitéz Mihály művei. Bevezető kötet. Csokonai élete. Irta Haraszti Gy. (362 l.) 1880.
- XV–XVI. Katona József művei. I. II. kötet. (172, 79, 55, 335 l.) 1880–1881.
- XVII. Sárosy Gyula. Arany trombita és egyéb hazafias költemények. (304 l.) 1881.
- XVIII. Dugonics András. Bátori Mária. Endrődi Sándornak Dugonicsról irt tanulmányával. (175, 200 l.) 1881.
- XIX. Katona József művei. III. kötet. (XX, 309 l.) 1881.
- XX. Sárosy Gyula vegyes költeményei. (350 l.) 1881.
- XXI–XXII.  Vajda János. Összes költeményei. 2 kötet. I. köt.: Kisebb költemények. II. köt.: Elbeszélő költemények. (IV, 293, V, IV, 368 l.) 1882.
- XXIII. Gaál József. Szirmai Ilona. Történeti regény. Bevezetésül dr. Radics Ferencz értekezése Gaál József élete- és műveiről. (IV, 268, 192, III l.) 1882.
- XXIV. Beöthy László. «A kék macskához». Goldbach & Comp. Regény. (IV, 327 l.) 1882.
- XXV. Balogh Zoltán kisebb költeményei. Sajtó alá rendezte bartája Zalár József. (IV, VII, 296 l.) 1882.
- XXVI. Vahot Imre emlékiratai. 2. kiad. (IV, 464 l.) 1882.
- XXVII. Gaál József. Alföldi képek és humoros rajzok. (IV, 428 l.) 1882.
- XXVIII. Gaál József. Történeti beszélyek. (IV, 471 l.) 1882.
- XXIX. Balogh Zoltán szinművei. Sajtó alá rendezte barátja Zalár József. (321 l.) 1882.
- XXX–XXXII. Szemere Miklós összes művei. 3 kötet. (XX, 373; 398; 295, 19, 100 l.) 1882.
- XXXIII. Balogh Zoltán. Alpári. Verses regény hat énekben. Függelékül: Prózái. Sajtó alá rendezte Zalár József. (313 l.) 1883.
- XXXIV. Czakó Zsigmond összes művei. Sajtó alá rendezte és életrajzzal bevezette Ferenczy József. I. kötet. (LXVI, 412 l.) 1883.
- XXXV. Sárosy Gyula szinművei és kisebb prózái. (LVIII, 306 l.) 1883.
- XXXVI. Kazinczy Ferenc. magyar Pantheon. Életrajzok és életrajzi jegyzetek. Kiadja Abafi Lajos. (XXIV, 405 l.) 1884.
- XXXVII. Czakó Zsigmond összes művei. II. kötet. (486 l.) 1884.
- XXXVIII. Jancsó Benedek. Kölcsey Ferencz élete és művei. (437, XII l.) 1885.
- XXXIX. Péczeli József meséi. Kiadta és életrajzzal ellátta dr. Takács Sándor. (VIII és 303 l.) 1887.
- XL. nem jelent meg?
- XLI–XLII. Vachott Sándorné. Rajzok a multból. Emlékiratok. 2 kötet. (VIII és 360, 342 l.) 1887–1890.